# Поховані живцем (фільм)
Поховані живцем (англ. Buried Alive) — фільм жахів 1990 року. Режисер Жерар Кікуен. Сюжет базується на творі Едгара Алана По.

## Сюжет
Молода дівчина Джанет приїжджає працювати вчителькою в школу, в містечко Ревенскрофт, де живуть і навчаються дівчата-підлітки, які мають проблеми з психікою. Перед самим її приїздом з установи пропадає дівчина. Вже влаштувавшись на новому місці, викладачку починають переслідувати страшні кошмари, бачення і галюцинації. Таємниче зникнення ще кількох дівчат Джанет пов'язує зі своїми кошмарами і починає власне розслідування.

## У ролях
| Актор               | Роль          |
| ------------------- | ------------- |
| Роберт Вон          | Гері Джуліан  |
| Дональд Плезенс     | доктор Шеффер |
| Карен Віттер        | Джанет        |
| Джон Керрадайн      | Джейкоб       |
| Джинджер Лінн Аллен | Деббі         |
| Ніа Лонг            | Фінгерс       |
| Вільям Батлер       | Тім           |
| Джанін Денісон      | Широ          |
| Арнольд Вослу       | Кен Вейд      |
| Ешлі Хейден         | Бозе          |